# سن لئوناردو دی یاگو

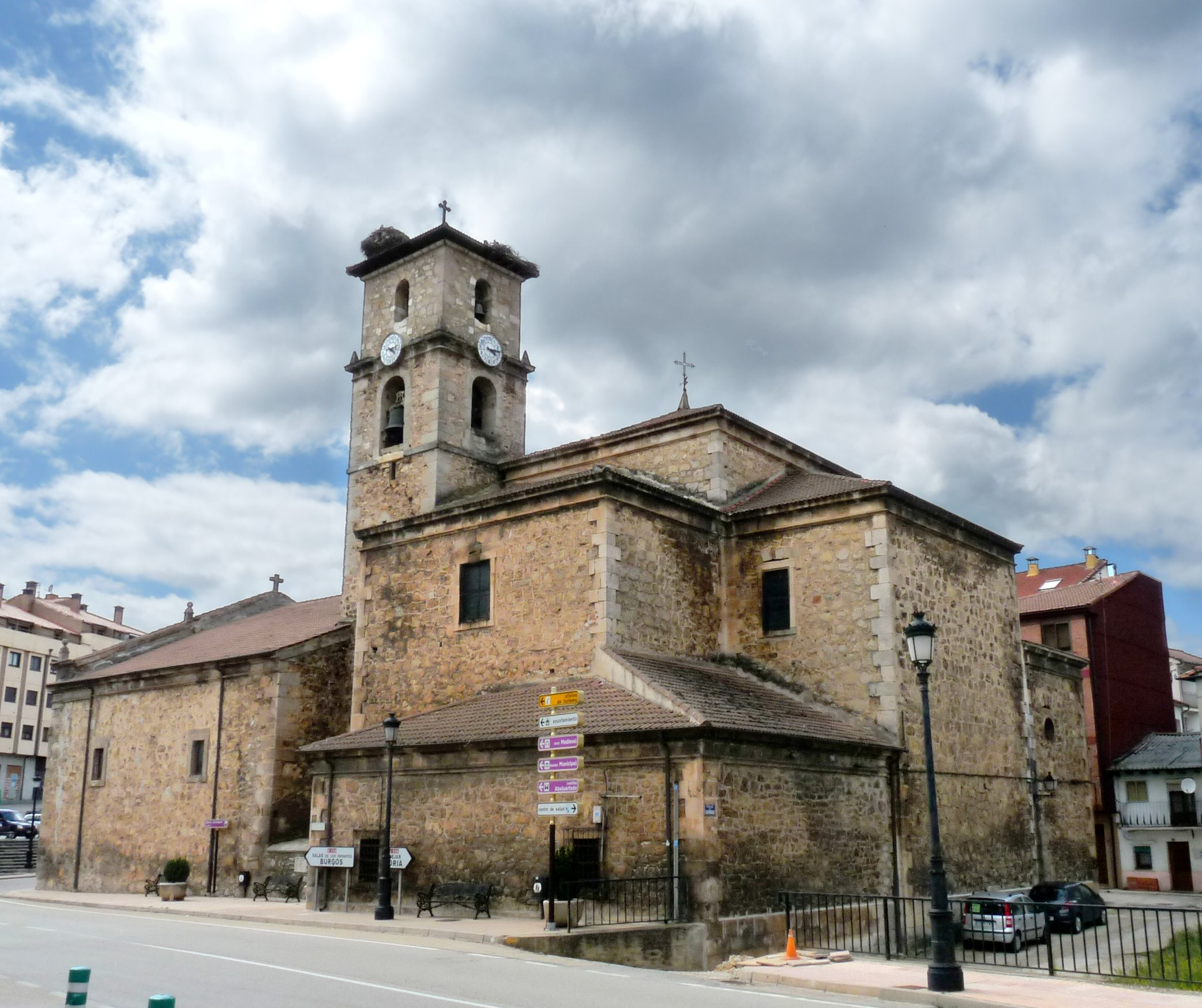
کلیسای سن لئوناردو آباد (قرن ۱۷ میلادی)

سن لئوناردو دی یاگو (اسپانیایی: San Leonardo de Yagüe‎) یک شهرک است که در استان سریا در بخش خودمختار کاستیا و لئون قرار دارد.
این شهر در حدود ۲٬۵۰۰ نفر جمعیت دارد.

## تاریخچه
تاریخ بنیان‌گذاری روستای اولیه نامشخص است اما مورخان گمان می‌کنند که تاریخ آن به قرن دهم یا یازدهم میلادی بازگردد.اولین سند وجود این روستا به سال ۱۱۷۳ میلادی بازمی‌گردد.
این روستا محل تولد ژنرال خوان یاگو در سال ۱۸۹۱ است.یاگو از ژنرال‌های ارتش فرانسیسکو فرانکو بود که به‌دلیل کشتار باداخوس در سال ۱۹۳۶ معروف است.نام این روستا پس از مرگ یاگو در سال ۱۹۵۲ به سن لئوناردو دی یاگو تغییر کرد.